# Уитли (округ, Индиана)
Уи́тли (англ. Whitley County) — округ в штате Индиана, США. Официально образован в 1838 году. По состоянию на 2010 год, численность населения составляла 33 292 человека.

## География
По данным Бюро переписи США, общая площадь округа равняется 875,188 км2, из которых 869,127 км2 суша и 6,061 км2 или 0,690 % это водоёмы.

## Климат
Согласно системе классификации климатов Кёппена, в округе Уитли влажный континентальный климат с жарким летом, на климатических картах обозначаемый аббревиатурой «Dfa». 
Самая высокая температура, зарегистрированная в столице округа, составила 103 °F (39,4 °C) 26 июня 1988 года, а самая низкая температура составила −24 °F (−31,1 °C) 19–21 января 1994 года.

## Население
По данным переписи населения 2000 года в округе проживает 30 707 жителей в составе 11 711 домашних хозяйств и 8 607 семей. Плотность населения составляет 35,00 человек на км2. На территории округа насчитывается 12 545 жилых строений, при плотности застройки около 14,00-ти строений на км2. Расовый состав населения: белые — 98,37 %, афроамериканцы — 0,19 %, коренные американцы (индейцы) — 0,36 %, азиаты — 0,18 %, гавайцы — 0,04 %, представители других рас — 0,30 %, представители двух или более рас — 0,57 %. Испаноязычные составляли 0,90 % населения независимо от расы.
В составе 34,50 % из общего числа домашних хозяйств проживают дети в возрасте до 18 лет, 61,30 % домашних хозяйств представляют собой супружеские пары проживающие вместе, 8,30 % домашних хозяйств представляют собой одиноких женщин без супруга, 26,50 % домашних хозяйств не имеют отношения к семьям, 22,40 % домашних хозяйств состоят из одного человека, 9,50 % домашних хозяйств состоят из престарелых (65 лет и старше), проживающих в одиночестве. Средний размер домашнего хозяйства составляет 2,58 человека, и средний размер семьи 3,03 человека.
Возрастной состав округа: 26,70 % моложе 18 лет, 8,10 % от 18 до 24, 28,90 % от 25 до 44, 23,20 % от 45 до 64 и 23,20 % от 65 и старше. Средний возраст жителя округа 37 лет. На каждые 100 женщин приходится 98,50 мужчин. На каждые 100 женщин старше 18 лет приходится 96,00 мужчин.
Средний доход на домохозяйство в округе составлял 45 503 USD, на семью — 52 872 USD. Среднестатистический заработок мужчины был 37 325 USD против 23 420 USD для женщины. Доход на душу населения составлял 20 519 USD. Около 3,30 % семей и 4,90 % общего населения находились ниже черты бедности, в том числе — 5,30 % молодежи (тех, кому ещё не исполнилось 18 лет) и 6,20 % тех, кому было уже больше 65 лет.